# Sobór Przemienienia Pańskiego w Kijowie (Teremki)
Sobór Przemienienia Pańskiego – prawosławny sobór w Kijowie, w dzielnicy Teremki (rejon hołosijiwski). Katedra eparchii perejasławskiej i wiszniewskiej Kościoła Prawosławnego Ukrainy.

## Historia
Sobór (jako świątynię Ukraińskiego Kościoła Prawosławnego Patriarchatu Moskiewskiego) zbudowano w latach 2005–2010 według projektu Wadima Żeżerina; dekorację wnętrza wykonano pod kierownictwem Jurija Lewczenki. Poświęcenia obiektu dokonał 13 października 2010 r. metropolita kijowski i całej Ukrainy Włodzimierz. Obok świątyni wzniesiono dzwonnicę, której budowę ukończono w październiku 2012 r.
Od 18 grudnia 2018 r. sobór znajduje się w jurysdykcji Kościoła Prawosławnego Ukrainy; 4 marca 2019 r. został katedrą nowo utworzonej eparchii perejasławsko-chmielnickiej i wiszniewskiej.

## Architektura
Budowla murowana, w stylu neobizantyńskim, o największej ze wszystkich kijowskich świątyń powierzchni mozaik. Na dzwonnicy znajduje się największy na Ukrainie carillon, złożony z 56 dzwonów.